# AgustaWestland AW149
O AgustaWestland AW149 é um helicóptero militar de médio porte desenvolvido pela AgustaWestland, hoje Leonardo, lançado em 2006. Em 20 de junho de 2011, a AgustaWestland anunciou O AW189, a versão civil do AW149, em serviço desde 2013.

## Projeto e desenvolvimento
O AW149 foi revelado em 2006 no Show Aéreo de Farnborough. Derivado do AW139, o AW149 possui fuselagem maior e motores mais potentes, resultando em maior volume de carga e capacidade de carga útil. Em 13 de novembro de 2009, o primeiro protótipo realizou seu primeiro voo na fábrica Vergiate da AgustaWestland, no norte da Itália. Em 26 de fevereiro de 2011, o segundo protótipo, o primeiro com motores de modelo de produção, completou seu primeiro voo.

## Histórico operacional
A certificação militar para o AW149 foi anunciada pela Finmeccanica em Farnborough em 2014. O trem de pouso pode sustentar um pouso com uma velocidade de afundamento de 9,5 m/s, em comparação com os 2 m/s de um helicóptero civil. O AW149 está sendo comercializado como uma alternativa à família Sikorsky UH-60. A Tailândia encomendou 5 helicópteros AW149 e é o primeiro cliente de exportação. A Força Aérea Italiana o considerou como um helicóptero de busca e salvamento, mas escolheu o mais leve AW139M.
Em abril de 2019, a Marinha do Egito encomendou 24 AW149 com opção para mais 10. As primeiras entregas ocorreram no final de 2020.
A AgustaWestland apresentou uma versão do AW149, designada TUHP149, como candidata ao Programa Turco de Helicópteros Utilitários (TUHP) para as Forças Armadas da Turquia. O programa buscava um lote inicial de 109 helicópteros no valor de US$ 4 bilhões, com os pedidos futuros de lotes podendo eventualmente aumentar para 300 helicópteros. Em 21 de abril de 2011, o ministro da defesa turco anunciou que o Sikorsky S-70i havia sido escolhido como vencedor.
A Leonardo propôs o AW149 para o programa New Medium Helicopter do Reino Unido, que visava substituir os helicópteros Puma da RAF, com produção na fábrica Yeovil de Leonardo se a licitação fosse bem-sucedida.
Em junho de 2022, o ministro da defesa polonês disse que a Polônia encomendaria 32 helicópteros AW149, com produção na fábrica da PZL-Świdnik. O contrato foi assinado em 1.º de julho de 2022 e tem valor de US$ 1,85 bilhão. As entregas são previstas para os anos de 2023-2029.

## Operadores
Egito
- Marinha do Egito[8][9][10][20] (24 encomendas em 2019 com opção de compra para mais 10; 5 entregues em 2020, 5 entregues em 2021)

 Polónia
- Força Aérea Polaca[21] (32 pedidos em 2022, entregas previstas de 2023 a 2029)

 Tailândia
- Polícia Real Tailandesa[22] (1 em serviço)
- Força Aérea Real Tailandesa[22] (5 em serviço)

## Especificações
Dados da AgustaWestland.

### Características gerais
- Tripulação: 2 (piloto e copiloto)
- Capacidade: 18 tripulantes
- Comprimento: 17,57 metros
- Largura: 3,06 metros
- Altura: 5,14 metros
- Peso bruto: 8,6 toneladas
- Motor: 2 x Safran Aneto-1K, 1.715 kW cada

### Performance
- Velocidade máxima: 310 km/h (170 nós)
- Velocidade de cruzeiro: 278 km/h (150 nós)
- Alcance: 800 km (297 milhas náuticas)
- Autonomia: 4 horas

#### Aeronaves comparáveis
- KAI KUH-1 Surion
- NHI NH90
- Sikorsky UH-60